# Junior Eurovisiesongfestival 2011

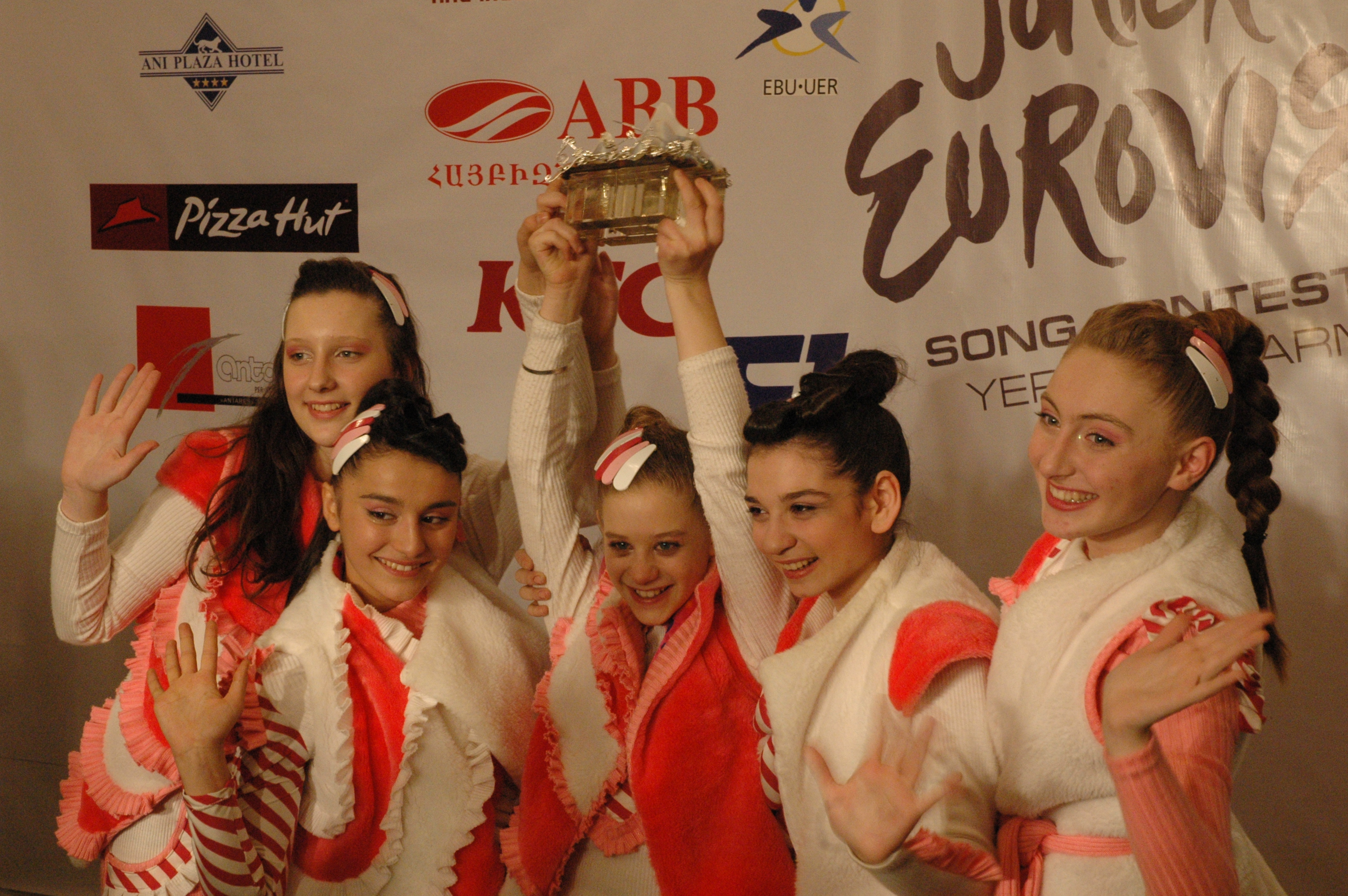
De winnende groep Candy tijdens de persconferentie na afloop van het festival.

Het Junior Eurovisiesongfestival 2011 was de negende editie van de liedjeswedstrijd voor kinderen. Winnaar was Georgië. Het land uit de Kaukasus werd vertegenwoordigd door de groep Candy met het liedje Candy music. Het was voor de tweede keer in de geschiedenis dat Georgië het Junior Eurovisiesongfestival won. Eerder deed Bzikebi dit al op het festival van 2008 in Limasol, Cyprus.
Het festival vond op zaterdag 3 december 2011 plaats in het Karen Demirchiancomplex in Jerevan, de hoofdstad van Armenië. Armenië was tevens de winnaar van de voorgaande editie. Het is de eerste keer in de geschiedenis van het festival dat het winnende land van de voorgaande editie organisator is van het volgende festival. In tegenstelling tot bij het Eurovisiesongfestival is het winnende land immers niet verplicht om de komende editie van het festival te organiseren. Tevens werden voor het eerst sinds 2004 weer alle punten volledig voorgelezen tijdens de stemming en gingen de lijnen, net als op het Junior Eurovisiesongfestival 2005, pas open nadat het laatste nummer is gezongen.
San Marino wilde debuteren maar trok zich uiteindelijk toch terug.
In België keken er 708.092 kijkers naar het Junior Eurovisiesongfestival 2011, ruim 50.000 meer dan in 2010. In Nederland zagen 772.000 mensen hoe Rachel tweede werd.

## Gastland
Het was lang onzeker of er wel een negende editie van het Junior Eurovisiesongfestival zou komen. Het lage aantal deelnemende landen is al jaren een probleem voor het festival. Op 19 november 2010, één dag voor het Junior Eurovisiesongfestival 2010, werd door een EBU-lid tijdens een persconferentie de verwachting uitgesproken dat het festival in 2010 niet het laatste festival zou zijn.
Landen kregen tot en met januari 2011 de tijd om een bod voor de bid te doen. Er werd gespeculeerd over drie mogelijke kandidaat-gastlanden: Georgië, Wit-Rusland en Zweden. Uiteindelijk waren er twee landen die een bod deden: Armenië en Zweden. Zweden werd als favoriet beschouwd voor de organisatie, maar het festival ging uiteindelijk naar Armenië. Het Karen Demirchiancomplex in de hoofdstad Jerevan is de plaats van gebeuren. Zodoende zal de winnaar van het vorige festival organisator zijn. Dit is voor het eerst in de geschiedenis van het Junior Eurovisiesongfestival, daar het hier niet de gewoonte is dat de winnaar de volgende editie automatisch organiseert, zoals het geval is bij het Eurovisiesongfestival.
Het festival werd gehouden in het Karen Demirchiancomplex, een sport- en concertzaal in de rand van de stad. Het gebouw dateert uit 1983 en werd in 2008 gerenoveerd en biedt plaats aan 8000 toeschouwers.

## Taalregel
Vier landen op het Junior Eurovisiesongfestival 2010 zongen deels in het Engels: België, Moldavië, Nederland en Rusland. In tegenstelling tot het Eurovisiesongfestival is het hier niet toegestaan om de taal van het lied vrij te kiezen. Volgens de regels van de EBU moeten de deelnemers in een nationale taal zingen. Enkele noties van een andere taal (dus ook het Engels) zijn wel toegestaan. Vele landen vinden echter dat de kandidaten ook in een andere taal mogen zingen, mochten zij hierin geïnteresseerd zijn. De EBU overlegde over dit voorstel en kwam in mei 2011 met het besluit dat de taalregel van kracht blijft en dat er nog steeds enkel noties van een andere taal zijn toegelaten. Er werd zelfs specifiek vastgelegd dat maximum 25 % van de tekst in een andere taal mag zijn. Toch hebben verscheidene landen zich hier niet aan gehouden, hier werd door een tegemoetkoming voor overwogen deelname geen probleem van gemaakt.

## Deelnemende landen
Er namen dertien landen deel aan de negende editie van het Junior Eurovisiesongfestival, één minder dan in 2010. Alle deelnemende landen kregen normaliter tot eind juni de tijd om zich op te geven voor deelname, maar omdat er op dat moment slechts elf landen zich hadden aangemeld, werd de deadline verschoven naar 15 juli. Midden oktober moesten alle deelnemende artiesten bekend zijn bij de EBU.

## Uitslag
| Plaats | Land        | Taal                | Artiest            | Lied                    | Punten |
| ------ | ----------- | ------------------- | ------------------ | ----------------------- | ------ |
| 1      | Georgië     | Georgisch en Engels | Candy              | Candy music             | 108    |
| 2      | Nederland   | Nederlands          | Rachel             | Teenager                | 103    |
| 3      | Wit-Rusland | Russisch            | Lidia Zabolotskaja | Angely dobra            | 99     |
| 4      | Rusland     | Russisch            | Jekaterina Rjabova | Kak Romeo i Dzjoeljetta | 99     |
| 5      | Armenië     | Armeens en Engels   | Dalita             | Welcome to Armenia      | 85     |
| 6      | Moldavië    | Roemeens en Engels  | Lerika             | No, no                  | 78     |
| 7      | België      | Nederlands          | Femke              | Een kusje meer          | 64     |
| 8      | Bulgarije   | Bulgaars            | Ivan Ivanov        | Superhero               | 60     |
| 9      | Zweden      | Zweeds              | Erik Rapp          | Faller                  | 57     |
| 10     | Litouwen    | Litouws             | Paulina Skrabytė   | Debesys                 | 53     |
| 11     | Oekraïne    | Oekraïens en Engels | Kristall           | Evropa                  | 42     |
| 12     | Macedonië   | Macedonisch         | Dorijan Dlaka      | Zjimi ovoj frak         | 31     |
| 13     | Letland     | Lets                | Amanda Bašmakova   | Mēness suns             | 31     |

## Scorebord
| Deelnemers  | 12 p. | RU | LV | MD | AM | BU | LT | UA | MC | NL | WR | ZW | GE | BE |
| ----------- | ----- | -- | -- | -- | -- | -- | -- | -- | -- | -- | -- | -- | -- | -- |
| Rusland     | 12    |    | 10 | 0  | 10 | 12 | 10 | 8  | 0  | 7  | 7  | 12 | 1  | 10 |
| Letland     | 12    | 0  |    | 2  | 0  | 0  | 7  | 1  | 8  | 0  | 0  | 0  | 0  | 1  |
| Moldavië    | 12    | 6  | 4  |    | 6  | 10 | 2  | 7  | 6  | 4  | 8  | 4  | 4  | 5  |
| Armenië     | 12    | 8  | 1  | 7  |    | 5  | 0  | 10 | 7  | 5  | 5  | 8  | 10 | 7  |
| Bulgarije   | 12    | 2  | 2  | 4  | 1  |    | 0  | 3  | 12 | 3  | 6  | 5  | 6  | 4  |
| Litouwen    | 12    | 0  | 6  | 6  | 2  | 0  |    | 0  | 10 | 0  | 4  | 1  | 12 | 0  |
| Oekraïne    | 12    | 5  | 0  | 1  | 5  | 1  | 1  |    | 1  | 2  | 2  | 2  | 7  | 3  |
| Macedonië   | 12    | 1  | 0  | 5  | 0  | 2  | 4  | 0  |    | 1  | 3  | 0  | 3  | 0  |
| Nederland   | 12    | 7  | 12 | 10 | 7  | 8  | 6  | 5  | 2  |    | 10 | 10 | 2  | 12 |
| Wit-Rusland | 12    | 12 | 7  | 12 | 8  | 4  | 8  | 12 | 3  | 8  |    | 3  | 8  | 2  |
| Zweden      | 12    | 4  | 8  | 3  | 4  | 3  | 5  | 4  | 0  | 6  | 0  |    | 0  | 8  |
| Georgië     | 12    | 10 | 3  | 8  | 12 | 6  | 12 | 6  | 5  | 10 | 12 | 6  |    | 6  |
| België      | 12    | 3  | 5  | 0  | 3  | 7  | 3  | 2  | 4  | 12 | 1  | 7  | 5  |    |

## 12 punten
| Aantal keer 12 | Land        | Gekregen van                   |
| -------------- | ----------- | ------------------------------ |
| 3              | Georgië     | Armenië, Litouwen, Wit-Rusland |
| 3              | Wit-Rusland | Moldavië, Oekraïne, Rusland    |
| 2              | Nederland   | België, Letland                |
| 2              | Rusland     | Bulgarije, Zweden              |
| 1              | België      | Nederland                      |
| 1              | Bulgarije   | Macedonië                      |
| 1              | Litouwen    | Georgië                        |

## Terugkerende landen

Deelnemende landen
Landen die in het verleden deelgenomen hebben

- Bulgarije: op 15 augustus 2011, twee maanden na het verstrijken van de deadline voor deelname, raakte bekend dat Bulgarije toch zou deelnemen in Jerevan. De plotse wending kwam er vooral dankzij ARMTV, dat alles in het werk stelde om het aantal deelnemende landen toch nog op te krikken boven de twaalf.

## Niet meer deelnemende landen
- Malta: het land deed voor het eerst in de geschiedenis van het festival niet mee. Het land verving het festival voor een populair Maltees festival. Hiermee verdween een land dat tot dan toe aan elk festival had deelgenomen.
- Servië: hoewel het kinderfestival populair is in Servië, werd er toch afgezien van deelname. De kostprijs voor deelname werd als te hoog beschouwd.

## Terugkerende artiesten
| Land    | Artiest           | Plaats | Eerdere deelname | Plaats toen |
| ------- | ----------------- | ------ | ---------------- | ----------- |
| Rusland | Ekaterina Ryabova | 4      | Rusland 2009     | 2           |